# Энергетическая утилизация отходов
Энергетическая утилизация отходов, или энергия из отходов (англ. Waste-to-Energy, W2E) — это процесс выработки электрической и тепловой энергии в результате мусоросжигания. В качестве топлива используются твёрдые бытовые отходы, прошедшие предварительную сортировку. Строительство и эксплуатация таких предприятий часто рассматривают как элемент комплексной системы обращения с отходами, способный снизить экологические риски и уменьшить экологический ущерб, связанные с захоронением неперерабатываемых ТБО на полигонах. Современные заводы по переработке отходов в энергию сильно отличаются от мусоросжигательных установок, которые использовали несортированный мусор и крайне ограниченно вырабатывали электроэнергию.

## История
До Промышленной революции XVIII—XIX веков люди использовали в быту предметы природного происхождения, которые можно было сжечь или оставить перегнивать. Бытовая утилизация мусора существует на протяжении всей истории человечества, часто деревянный мусор использовали в качестве дров. Ситуация стала изменяться в период индустриализации, когда в странах Европы и Северной Америки в быту стали распространяться изделия из синтетических материалов, не подверженных естественному разложению, объёмы их производства и потребления росли, и человечество стало производить всё больше мусора.
В 1874 году в Ноттингеме был построен первый в мире мусоросжигательный завод, а затем там же была построена первая паровая установка, где мусор использовался в качестве топлива — так промышленное мусоросжигание впервые нашло энергетическое применение. В 1880 году в Нью-Йорке был построен первый в США мусоросжигательный завод. Однако вплоть до 1960-х годов мусоросжигание в США практиковалось в основном на автономных установках, а специализированные заводы были мало распространены. Кроме того, в конце XIX века в американских городах строились мусоросжигательные установки в многоквартирных домах, которые использовались и для их отопления.
В континентальной Европе первой страной, внедрившей у себя промышленное мусоросжигание, стала Франция. Первый французский мусоросжигательный завод был построен рядом с Парижем в 1893 году, а в 1896 году в Сент-Уэне заработал первый в мире мусоросжигательный завод с измельчающей машиной. В 1930 году в Швейцарии была разработана печь с колосниковой решёткой для слоевого сжигания мусора — это была принципиально новая технология мусоросжигания, которая позволила отказаться от использования мазута и каменного угля в качестве топлива для равномерного распределения температуры в печи, что значительно снизило себестоимость мусоросжигания, а также повысило его эффективность. В 1933 году в Дордрехте в Нидерландах открылась первая в мире тепловая электростанция, работающая на энергии мусоросжигания. В 1970-е годы мусоросжигание получило новый виток развития на волне мирового энергетического кризиса, когда значительно выросли цены на нефть. Мусор в то время стал всё чаще рассматриваться в качестве топлива для производства тепловой и электроэнергии.

## Место энергетической утилизации в системе обращения с отходами
Международное энергетическое агентство называет энергетическую утилизацию отходов с контролируемым высокотемпературным сжиганием и технологией контроля за загрязнением окружающей среды лучшей альтернативой полигонам ТКО. Отмечается, что часто полигоны для захоронения отходов не отвечают санитарным нормам и становятся местом бесконтрольного сжигания отходов, что негативно влияет на качество воздуха. При этом энергетическая утилизация — это в первую очередь часть системы обращения с отходами, а не энергетическое решение, хотя может способствовать диверсификации энергоснабжения.

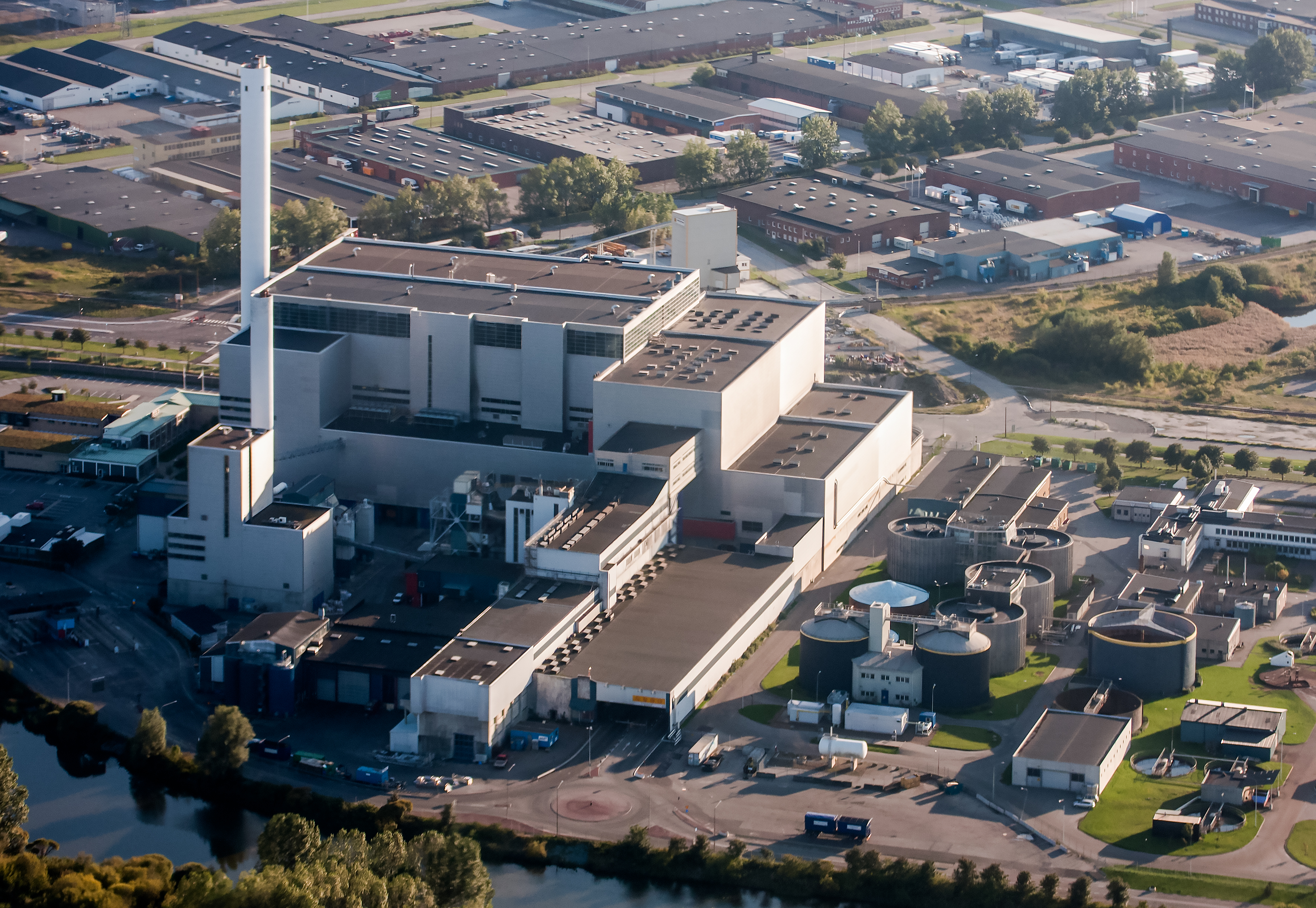
Фабрика SYSAV в Мальмё

Как указывает агентство, энергетическую утилизацию следует внедрять только в рамках более широкой иерархии управления отходами в области предотвращения, подготовки к повторному использованию, рециркуляции, рекуперации и утилизации. Для этого требуется, чтобы муниципальные органы власти осуществляли комплексное планирование управления отходами в целях максимального использования потенциала повторного использования и переработки материалов до рекуперации энергии. Кроме того, необходима достаточная инфраструктура по сбору и разделению источников, с тем чтобы на мусоросжигательные заводы приходило топливо с подходящим содержанием энергии и влаги.
Существуют различные точки зрения на то, можно ли считать мусор возобновляемым источником энергии, а его сжигание — утилизацией. Значимую часть бытовых отходов составляет биомасса, образованная растениями, использующими атмосферный CO₂. Если эти же этот объём растений будет выращен вновь, то равное количество углерода будет вновь выведена из атмосферы. По этим соображениям в ряде стран сжигаемая органика рассматривается как источник возобновляемой энергии, в отличие от сжигаемых продуктов нефтехимии. В России Федеральный закон от 26 марта 2003 № 35-ФЗ «Об электроэнергетике» определяет, что к ВИЭ в том числе относятся «биомасса, включающая в себя специально выращенные для получения энергии растения, в том числе деревья, а также отходы производства и потребления, за исключением отходов, полученных в процессе использования углеводородного сырья и топлива, биогаз, газ, выделяемый отходами производства и потребления на свалках таких отходов, газ, образующийся на угольных разработках». Таким образом, при отнесении к ВИЭ не учитывается класс опасности отходов и выбросы парниковых газов.

## Распространённость
В середине 2010-х в мире насчитывалось более 2200 W2E-заводов.

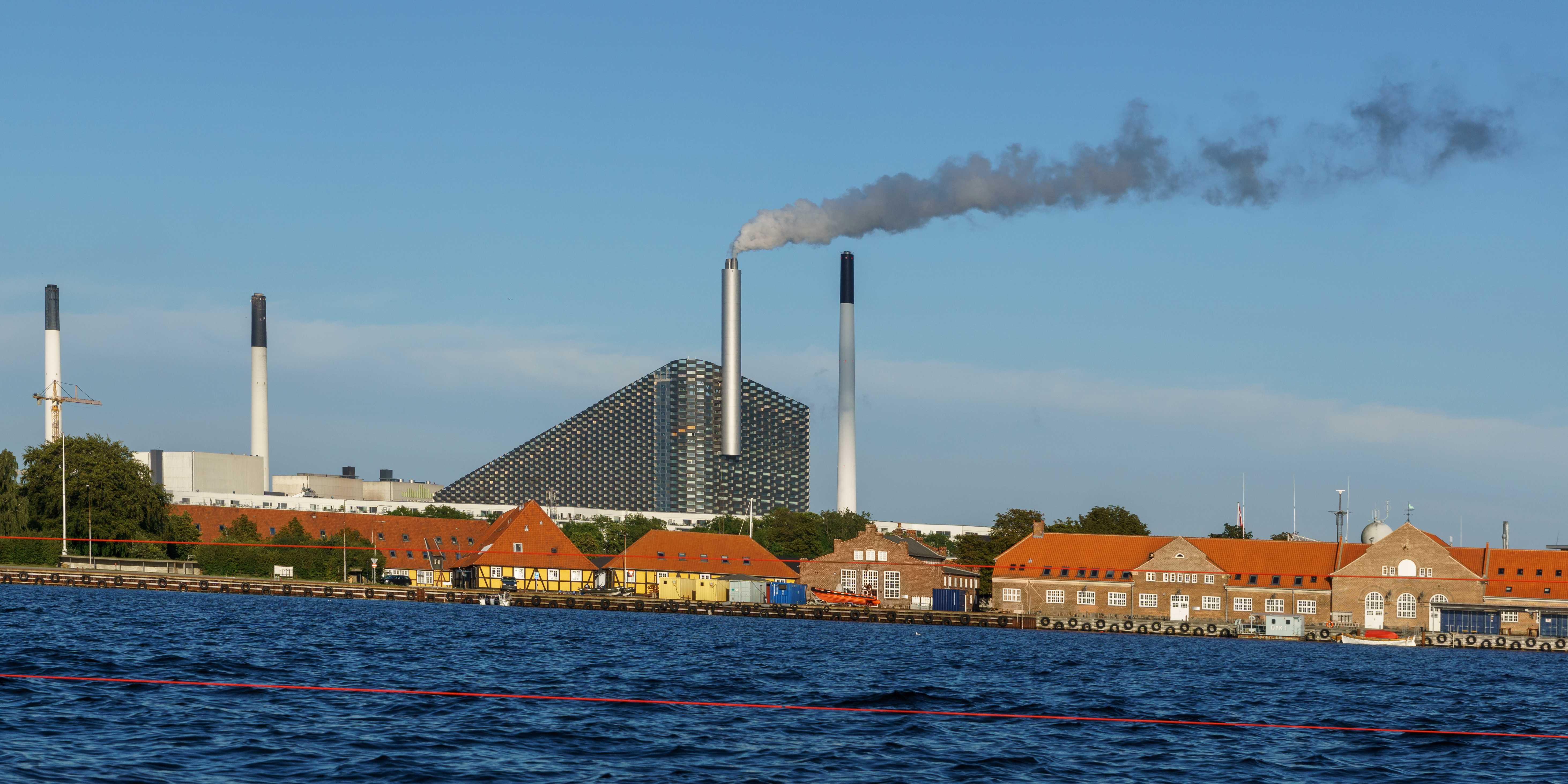
Завод Амагер Бакке в Копенгагене

По оценкам Международного энергетического агентства в 2014 году по всему миру из ТКО было произведено более 30 млн т нефтяного эквивалента первичной энергии, что составляло около 0,2 % от её производства в целом. Однако доля ТКО в мировом энергетическом балансе в последние десятилетия стабильно росла. Так, в период с 1994 по 2014 годы производство энергии из ТКО увеличилось в 2,6 раза.
W2E-заводы характеризуются более высокими капитальными (в 9 раз выше по сравнению с новыми газовыми ТЭС) и эксплуатационными (в 20 раз выше по сравнению с новыми ТЭС) затратами. Для их финансирования и поддержки в разных странах применяются различные механизмы и комбинации межотраслевого и межтерриториального субсидирования утилизации отходов, а также за счёт промышленных и частных потребителей вырабатываемой электроэнергии. Методов стимулирования сжигания мусора для целей энергетики может быть достаточно много. В отдельных странах действуют «зелёные feed-in тарифы» на электроэнергию, производимую из биомассы (в том числе и муниципальных органических отходов); в некоторых стимулируют сжигание именно ТКО (например, Китай ввёл меры стимулирования на уровне провинций и городов). Другие государства применяют диверсифицированные тарифы на хранение мусора. Например, в Норвегии стимулируют сжигание биоразлагаемых отходов на ТЭС или котельных за счет различных тарифов для захоронения мусора: захоронение 1 т биоразлагаемого мусора на полигоне на 65 % дороже, чем других типов мусора.
В Европейском союзе энергетическая утилизация мусора рассматривается как часть мер по достижению целей, установленных Европейской комиссией в Директиве о захоронении отходов: к 2025 году на захоронение должно уходить не более 25 % ТКО и прекращено захоронение отходов, пригодных для повторного использования (включая пластмассы, бумагу, металлы, стекло и биоотходы). Европейская конфедерация W2E-заводов (CEWEP) в 2015 году в открытом письме к Еврокомиссии говорила, что энергетическая утилизация мусора может снизить зависимость от импорта природного газа из России (в 2012 году 28 стран Евросоюза импортировали 107 млрд м³, сжигание мусора на тот момент было эквивалентно 19 % этих поставок). Распространённость мусоросжигания значительно различается между странами, являясь очень высоким в ряде развитых стран (преимущественно в Северной и Западной Европе). По данным CEWEP за 2017 год, европейским лидером в мусоросжигании является Финляндия, отправляющая на энергетическую утилизацию 58 % мусора, следом идут Дания, Швеция и Норвегия с 53 %, а также Швейцария c 47 %. В Германии, Австрии, Франции и Италии этот показатель составляет около 20—40 %. Средний показатель по 28 странам ЕС составлял 28 %.
В России около 97 % ТБО отправляются на полигоны. «РТ-Инвест» планирует ввести в эксплуатацию до конца 2023 года 5 новых заводов установленной мощностью 325 МВт. В мае 2020 года консорциум, состоящий из «Ростеха», «Росатома» и ВЭБ.РФ, заявил о старте проекта по строительству ещё 25 заводов W2E-заводов для создания через 10 лет суммарной утилизации 18 млн тонн неперерабатываемых «хвостов» (15-20 % от массы ТБО).
В США в 2017 году 12,7 % всех ТБО было сожжено с получением энергии, 52,1 % ТБО оказались на полигонах. В 2018 году 68 американских станций выработали около 14 млрд кВт·ч электроэнергии за счёт сжигания 29,5 млн тонн горючих ТБО. Около 90 % мощностей были построены в период с 1980 по 1995.

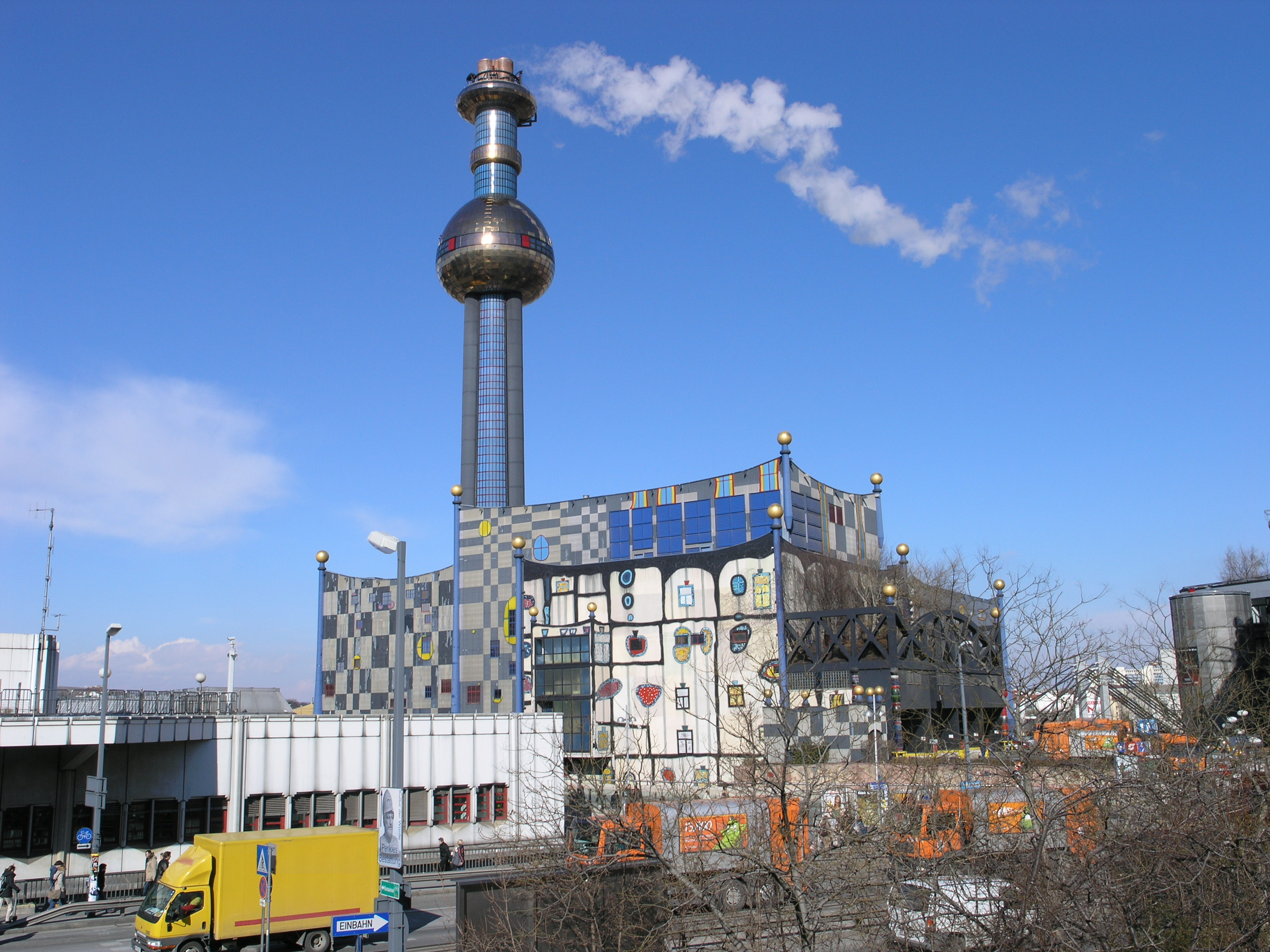
Мусоросжигательный завод Шпиттелау в Вене

В странах Азии на фоне стремительной урбанизации и ежегодного роста численности населения и количества ТБО правительства продвигают различные программы энергетической утилизации. Государственные цели Китая предполагают обработку в 2020-е половины ТБО на W2E-заводах. В 2018 году Международное энергетическое агентство прогнозировало, что к 2023 году установленная мощность китайских предприятий по энергетической утилизации отходов может достигнуть 13 ГВт, а к 2025 году заводы смогут обрабатывать 260 млн тонн ТБО. Поддержку предприятиям оказывают через предоставление кредитов по низким ставкам и льготное налогообложение. Развёртывание W2E-предприятий в Индии идёт медленно: чуть менее 300 МВт мощности было установлено в конце 2017 года, а крупнейшая в стране станция (24 МВт) была введена в эксплуатацию в Нью-Дели только в 2017 году. Одним из значимых факторов, мешающих развитию индустрии, является низкое качество мусора и его низкая теплотворная способность. В Таиланде в рамках Плана развития альтернативной энергетики поставлена долгосрочная цель — к 2036 году довести установленную мощность мусороперерабатывающих предприятий до 550 МВт. Пакистан, Вьетнам и Индонезия стимулируют создание новых предприятий через гарантированный тариф для электроэнергии.

## Экологическая безопасность
Степень воздействия мусоросжигательных заводов на окружающую среду зависит в значительной мере от соблюдения правил сжигания ТКО, к которым относятся: сортировка отходов перед сжиганием, с удалением из них негорючих, а также подверженных гниению компонентов; поддержание необходимой температуры в печах в процессе сжигания; обязательная проверка золы на выщелачивание перед её захоронением; вторичное дожигание газов. При этом наличие определённого процента выбросов в атмосферу на мусоросжигательных заводах остаётся неизбежным.
W2E-заводы вызывают меньшее загрязнение воздуха, чем тепловые электростанции, работающие на угле, но большее, чем работающие на основе природного газа.

### Углеродный след
При тепловой утилизации практически весь углерод, содержавшийся в мусоре, переходит в газообразную форму и попадает в атмосферу как двуокись углерода. При этом существуют проекты по сокращению выброса газа и общему сокращению углеродного следа. В 2019 году в нидерландском Дёйвене углекислый газ с местного W2E-завода стали поставлять в тепличное хозяйство, что позволило сократить выбросы CO₂ на 15 %.
В том случае, если этот же объём мусора окажется на полигоне, в атмосферу попадёт не только часть углекислого газа, но и в результате анаэробного разложения органики выделится около 62 м³ метана. Метан является в 28 раз более активным парниковым газом, и в таком объёме обладает более чем вдвое большим парниковым эффектом, чем углекислый газ. В случае полигонов полумерой является частичное улавливание свалочного газа и его дожигание. Однако по некоторым оценкам, в США в 1999 году метан со свалок внёс на 32 % больший вклад в парниковый эффект, чем углекислый газ, выделившийся при сжигании мусора.